# کاخ‌ریلیار
کاخ‌ریلیار (به لاتین: Kakhrylyar) یک منطقه مسکونی در جمهوری آذربایجان است که در شهرستان ترتر واقع شده است.